# 에우마키아

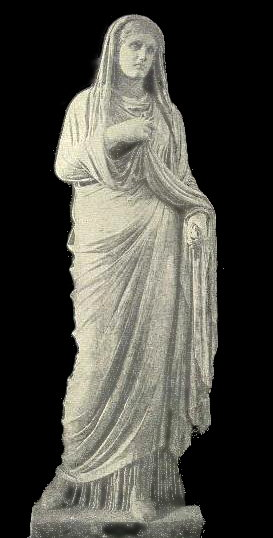
폼페이에 위치한 에우마키아 조각상

에우마키아(Eumachia)는 기원후 1세기에 폼페이에서 살았던 비너스 폼페이아나의 여성이다.
대형 공공건물에 자신의 이름을 새겼으며 피에타스와 콘코르디아 아우구스타에 헌납되었다.
에우마키아는 왕가나 귀족이 아닌 태생의 로마 여성이 어떻게 공동체의 중요한 인물이 될 수 있었는지를 나타내는 중요한 본보기이다.